# Cacamacíhuatl
Cacamacíhuatl fue gobernante de Tenochtitlan como esposa del tlatoani Huitzilihuitl. Fue madre del príncipe Tlacaélel I (nacido en 1397 o 1398) y abuela de Cacamatzin y Tlilpotoncatzin.

## Familia

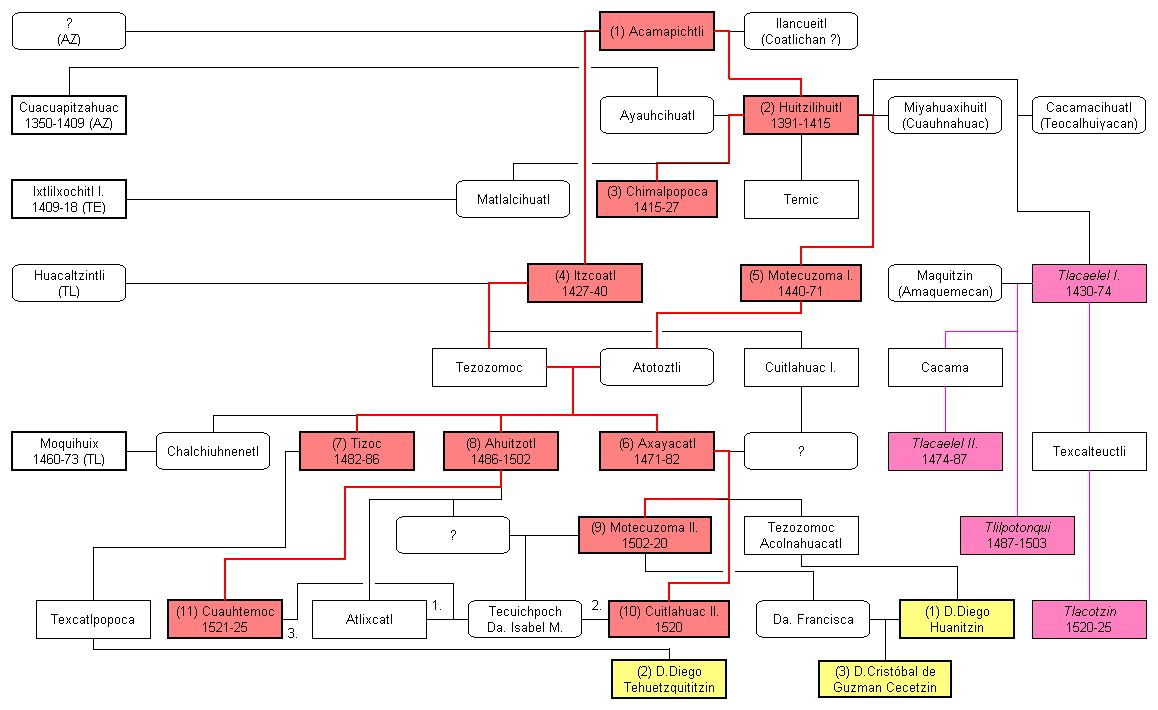
Árbol genealógico de la familia real de Tenochtitlan. El nombre de Cacamacihuatl está aquí, y también los nombres de su esposo e hijo